# روجر جنكينز
روجر جنكينز (بالإنجليزية: Roger Jenkins)‏ هو لاعب هوكي الجليد أمريكي، ولد في 18 نوفمبر 1911 في أبلتون في الولايات المتحدة، وتوفي في 4 مايو 1994.

## وصلات خارجية
- روجر جنكينز على موقع دوري الهوكي الوطني (الإنجليزية)
- روجر جنكينز على موقع قاعة مشاهير الهوكي (لاعب أن.إتش.أل) (الإنجليزية)
- روجر جنكينز على موقع EliteProspects.com (الإنجليزية)
- روجر جنكينز على موقع HockeyDB.com (الإنجليزية)
- روجر جنكينز على موقع Hockey-Reference.com (الإنجليزية)